# CSKA Arena
La CSKA Arena (in russo ЦСКА Арена?), fino al 2018 BTB Ledovyj Dvorec (in russo ВТБ Ледовый Дворец?), è un impianto sportivo polifunzionale situato a Mosca, in Russia.
Inaugurato il 26 aprile 2015, lo stadio viene usato principalmente per ospitare le gare casalinghe del  CSKA Mosca e ha una capienza massima di 14 000 spettatori.

## Storia
La struttura dispone di tre arene al coperto: quella grande si può estendere dai 12 100 posti per l'hockey su ghiaccio fino ai 14 000 per i concerti, mentre quella più piccola, da 500 posti, è riservata all'allenamento.